# Eustalodes
Eustalodes är ett släkte av fjärilar. Eustalodes ingår i familjen stävmalar.
Kladogram enligt Catalogue of Life:
| Eustalodes | \| \| Eustalodes achrasella \| \| \| \| \| \| Eustalodes oenosema \| \| \| \| |
|            | \| \| Eustalodes achrasella \| \| \| \| \| \| Eustalodes oenosema \| \| \| \| |
|            | Eustalodes achrasella                                                         |
|            |                                                                               |
|            | Eustalodes oenosema                                                           |
|            |                                                                               |